# حاشیه پاک
شرکت حاشیه پاک - (به انگلیسی: Clean Edge , Inc)، در سال ۲۰۰۰ میلادی تأسیس شده‌است، یک شرکت تحقیقاتی و مشاوره‌ای آمریکایی است که در بخش فناوری‌های پاک فعالیت دارد. این شرکت وظیفه بررسی و انتشار بهترین مطالعات و گزارش‌های تحقیقاتی در زمینه تکنولوژی‌های پاک را دارد، مانند انتشار سالانه موضوعات داغ انرژی پاک که روند پیشرفت فناوری‌های خورشیدی، بادی و بازارهای مرتبط را برای بیش از ۱۱ سال، بررسی و منتشر می‌نماید؛ و همچنین طیف وسیعی از سایر محصولات و خدمات تحقیقاتی و مشاوره را ارائه می‌دهد. این شرکت همچنین با گروه نزدک اوام‌اکس برای جمع‌آوری و انتشار سه فهرست سهام با تمرکز بر تولید انرژی پاک CELS در ایالات متحده، QWND برای انرژی باد جهانی و Qociation برای شبکه هوشمند جهانی همکاری می‌کند. نتیجه کار تحلیلگران حاشیه پاک به‌طور مرتب در رسانه‌ها نقل می‌شوند یا به آنها استناد می‌شود. این شرکت دفاتر دیگری در حوزه خلیج سان فرانسیسکو و پپورتلند، اورگن دارد.
آخرین کتاب از نویسندگان لبه پاک توسط بیل کلینتون، رئیس‌جمهور ایالات متحده، رید هوندت، هانتر لووینز، مدیر عامل انرژی NRG دیوید کران توصیه به مطالعه شده‌است.